# Margarita Carranco
Margarita de Lourdes Carranco Obando (San Gabriel, 13 de julio de 1955) es una política, activista y educadora feminista ecuatoriana. Entre los cargos públicos en los que se ha desempeñado se cuentan el de concejala, vicealcaldesa de Quito y asambleísta alterna nacional.
En el ámbito de su trayectoria como activista, ha dirigido organizaciones como la Asociación de Mujeres Municipalistas del Ecuador y el Colectivo nacional de Mujeres.

## Biografía

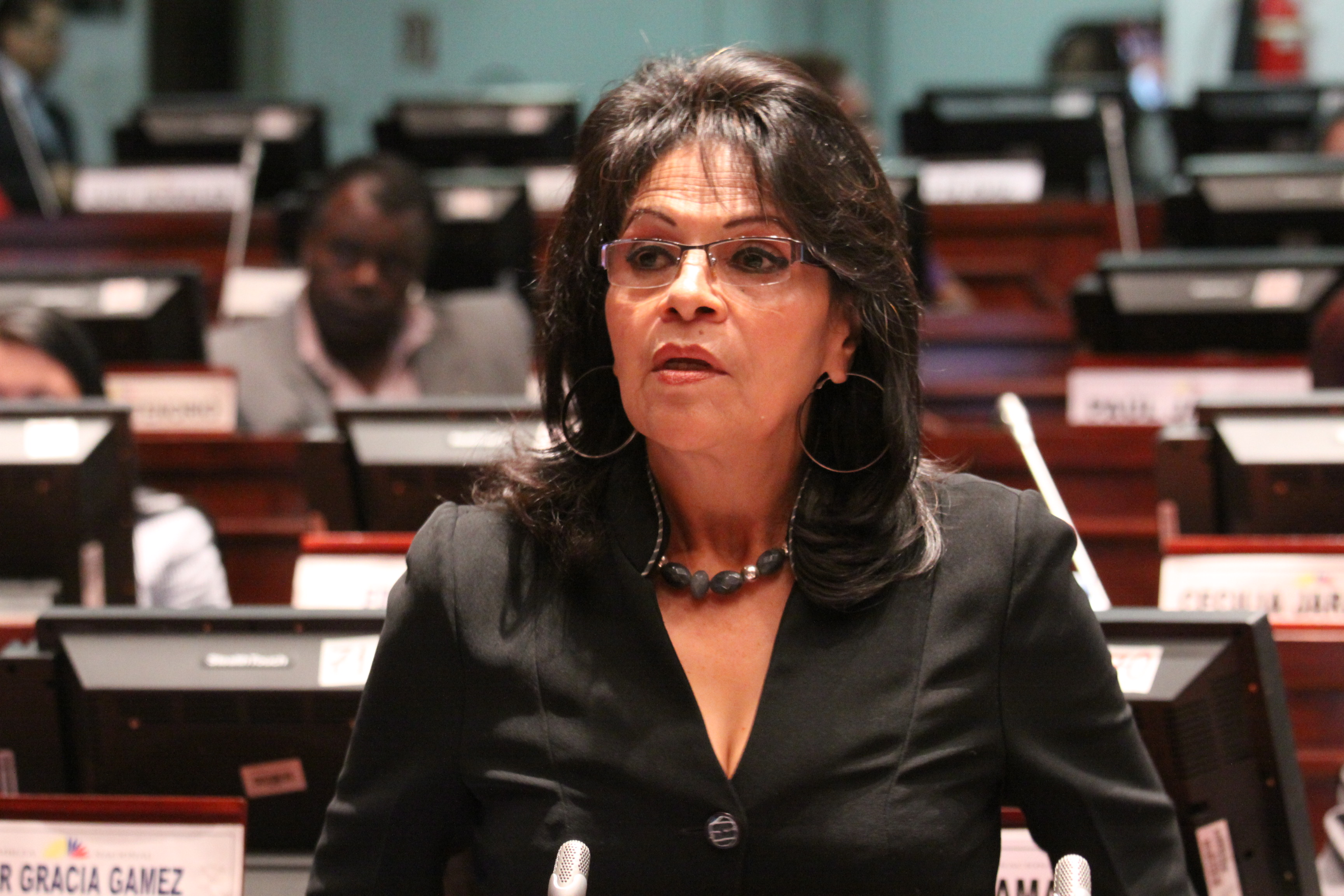
Margarita Carranco en la Asamblea Nacional del Ecuador, enero de 2013.

Nació el 13 de julio de 1955 en San Gabriel, provincia de Carchi. Creció en un hogar de clase baja, hija de un carpintero y de un ama de casa dedicada a la venta de productos traídos de Colombia. A las 11 años se mudó junto a su familia a Quito y entró a estudiar en el Colegio Manuela Cañizares. Realizó sus estudios superiores en la Universidad Central del Ecuador, donde se graduó de pedagogía.
Se involucró en el activismo durante el gobierno del presidente conservador León Febres-Cordero Ribadeneyra (1984-1988), cuando lideraba marchas de cacerolas de jóvenes como parte de la Mena Dos, una organización religiosa de izquierda. En 1995 empezó a hacer activismo a favor de los derechos de las mujeres y tiempo después se convirtió en activista feminista.
Carranco inició su vida política en 2000, cuando fue elegida concejala de Quito por el partido Izquierda Democrática. Posteriormente fue reelecta al cargo y fue nombrada vicealcaldesa de la ciudad. Durante su tiempo en el cargo trabajó en conjunto con organizaciones LGBT y promovió iniciativas como la aprobación de la ordenanza 240, con la que se declaró a Quito como ciudad libre de homofobia y se ordenó la instauración de políticas públicas alrededor del tema de la protección de derechos relacionados con la diversidad sexual.
Tras su paso por el municipio de Quito, fue elegida asambleísta nacional alterna del Ecuador para el periodo de 2009 a 2013, como suplente del político socialdemócrata Paco Moncayo. Posteriormente ocupó cargos como el de secretaria de Inclusión del Municipio Metropolitano de Quito y subdirectora nacional de género del Consejo de la Judicatura.